# シャカ大熊
シャカ大熊（シャカおおくま、1974年12月16日 - ）は、日本のお笑い芸人、俳優、脚本家、演出家。本名、大熊 啓誉（おおくま ひろたか）。ワタナベエンターテインメント所属。かつてはホリプロに所属していた。
香川県高松市香西出身。血液型O型。身長168cm、体重63kg。

## 来歴・人物
- 香川県大手前高松高等学校、法政大学卒業。高校時代はTHE BLUE HEARTSのコピーバンドを組んでいた。
- 1997年、小中学校の同級生の植松俊介とお笑いコンビ「シャカ」を結成、主にボケを担当していたが、2015年3月2日に出演したラジオ番組内にてコンビの活動休止を発表した。
- コンビ活動休止後の現在は、俳優として「大熊ひろたか」、ピン芸人として「シャカ大熊」の2つの名義で活動し、ナベプロのHPにもそれぞれにプロフィールページがある。「A・ロックマン」名義で舞台の脚本、演出も多数行っている[1]。
- R-1ぐらんぷり2006、2007、2009で準決勝進出。
- 2015年3月31日、シャカ活動休止後初となる単独ライブ「独演界」を東京・千本桜ホールで開催[2]。
- 2016年4月29日から同年5月2日に上映された舞台「失神タイムスリドル」（演劇プロジェクト「ホットポットクッキング」の旗揚げ公演）に、A・ロックマン名義で脚本として参加[3]。
- 2017年5月5日、タレントの市川円香と結婚。同日に椿山荘で挙式[4]。
- 2018年3月14日、第1子となる女児が誕生[5]。
- 「東貴博と山根千佳のラジオビバリー昼ズ」2020年5月26日放送回で、新型コロナウイルスの影響で本業の舞台が相次いで中止になり、それによって空いた時間にウーバーイーツの配達員をしていることを明かした[6]。
- 趣味は美食、ガーデニング[7]。特技は楽器演奏全般、料理[7]。
- 甘いマスクで女性ファンも多い。
- プロレスが好きで、話し始めると止まらない。

## 出演

### バラエティ
- くりぃむナンチャラ（テレビ朝日、2015年10月30日）
- 爆笑オンエアバトル2019（NHK総合、2019年3月23日）審査員として出演

### テレビドラマ
- スターぼうず（BS-i、2000年12月 - 2001年3月）リキ 役
- 美少女戦麗舞パンシャーヌ 奥様はスーパーヒロイン!（テレビ東京、2007年4月 - 6月）新庄健介/超悪デビル 役
- さくら心中（東海テレビ、2011年1月5日 -　4月8日）櫛山雄一 役
- 白衣のなみだ（2013年） ‐ 飯島悠人 役
- 天皇の料理番（TBS、2015年4月26日 -　7月12日）藤田 役
- 小さな巨人（TBS、2017年）寺井友宏 役

### CM
- 日清食品「野菜はるさめスープ」（2007年）
- プロミス「マナー講座」編（2008年）

### 舞台
●は脚本を担当、○は演出を担当
- 「店長と万引き犯と不思議な面々。」（ウッディーシアター中目黒、2007年2月）●○
- 「アンラッキーデイズ」（青山円形劇場、2007年9月）
- 「ある喫茶店での不思議な情事」（ウッディーシアター中目黒、2008年2月）●○
- 「アウトオブオーダー外伝～ねじれた航海」（新宿シアタートップス、2008年11月）●
- 「トライアル」（ウッディーシアター中目黒、2009年7月）●○
- 「ナウローディング」（シアターサンモール・大阪ABCホール、2010年4月 - 5月）
- 「A Rockman Produce （vol.1）『パンドラの箱』」（ウッディーシアター中目黒、2014年3月25日 - 3月30日）●○[注釈 1]